# Kytín
Kytín település Csehországban, Nyugat-prágai járásban. Kytín Voznice, Dobříš és Mníšek pod Brdy településekkel határos. Lakosainak száma 607 fő (2024. január 1.).

## Népesség
A település lakosságának változását az alábbi diagram mutatja:
| Lakosok száma | 557  | 509  | 392  | 320  | 250  | 331  | 533  | 540  | 554  | 607  |
|               | 1869 | 1890 | 1921 | 1950 | 1980 | 2001 | 2017 | 2019 | 2022 | 2024 |